# Robert Jecker
Robert „Robby“ Jecker (* 13. September 1902 in Aachen; † 15. Juli 1932 in Stavelot, Belgien) war ein deutscher Motorradrennfahrer.

## Werdegang
„Robby“ Jecker war das zweite von drei Kindern des Aachener Nadelfabrikanten Robert Jecker (1855–1938) und dessen Frau Maria Julien (1873–1946) und vielfältig sportlich aktiv. Er spielte unter anderem Hockey und Tennis und startete als Amateur und Herrenfahrer bei Motorradrennen. In den 1920er- und 1930er-Jahren zählte er zu den bekanntesten Motorradrennfahrern Deutschlands.
Im Jahr 1924 gewann Jecker im Alter von 21 Jahren die 1000-cm³-Wertung bei der Eifelrundfahrt um Nideggen, dem Vorläufer des Eifelrennens. Das Rennen fand unter schwierigsten Wetterbedingungen statt: nachdem die Veranstaltung wegen starken Regens fast hätte abgesagt werden müssen, trat eine Wetterbesserung ein und die etwa 33 km lange Strecke trocknete schnell ab. Durch den aufgewirbelten Straßenstaub der damals noch nicht asphaltierten Piste war die Sicht teilweise gleich null. Jecker dominierte auf seiner Harley-Davidson das Rennen der 1000er-Klasse derart, dass er an einem Hotel in Hasenfeld Halt gemacht haben soll, um mit einem Glas Wein seinen Durst zu stillen. Nach etwas mehr als fünf Stunden Fahrzeit hatte er im Ziel knapp zwölf Minuten Vorsprung auf dem zweitplatzierten Paul Rüttchen (ebenfalls Harley-Davidson).
In den folgenden Jahren bestritt Jecker vor allem in den großen Hubraumklassen zahlreiche Rennen im Deutschen Reich.

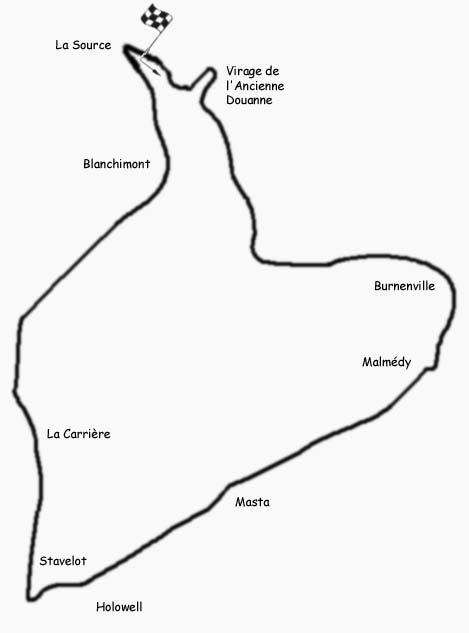
Streckengrafik des Circuit de Spa-Francorchamps. Die Unfallstelle lag in Höhe der Linkskurve vor der Virage de l’Ancienne Douane

### Tödlicher Unfall
Robert Jecker verunglückte während eines inoffiziellen Trainings für den am 17. Juli 1932 auf der Rennstrecke von Spa-Francorchamps geplanten Großen Preis von Belgien im Alter von 29 Jahren tödlich. Jecker war für den Grand Prix auf einer 500-cm³-NSU gemeldet. Am 15. Juli 1932 um 17:45 Uhr, etwa 45 Minuten vor Beginn des offiziellen Trainings, testete der Italiener Bruno Quaglieni seine 250-cm³-Moto-Guzzi. Er verließ das Fahrerlager, fuhr den Hügel nach Eau Rouge hinauf und entschied sich, zu den Boxen zurückzukehren, da er nicht die etwa 14,9 km lange Runde komplett fahren wollte. In diesem Moment passierte Robby Jecker die Eau Rouge und die Motorräder der beiden stießen frontal zusammen.
Jecker erlitt Arm- und Beinbrüche sowie innere Verletzungen. Er starb noch am Abend des 15. Juli um ca. 21:30 Uhr im Krankenhaus von Stavelot. Er wurde am 19. Juli 1932 im Familiengrab auf dem Aachener Ostfriedhof beigesetzt. Über Quaglienis Schicksal gibt es verschiedene Informationen. Einigen Quellen nach war er sofort tot, Aufzeichnungen der Stadt Amsterdam zufolge starb Quaglieni in der Ortschaft Bevercè, in der Nähe von Malmedy, etwa fünf Kilometer östlich der Rennstrecke.

## Rennsiege
| Jahr | Klasse   | Maschine        | Beifahrer   | Rennen         | Strecke     |
| ---- | -------- | --------------- | ----------- | -------------- | ----------- |
| 1924 | 1000 cm³ | Harley-Davidson | um Nideggen | Eifelrundfahrt | um Nideggen |

## Verweise